# هايلايت
هايلايت بالكورية (하이라이트) فرقة كورية جنوبية معروفة سابقا باسم بيست beast بالكورية ( 비스트).
الفرقة مكونة من خمسة أعضاء هم: يون دو جون، يونغ جون هيونغ، يانغ يو سوب، لي كي كوانغ، سون دونغ وون.
العضو السابق جانغ هيون سيونغ غادر الفرقة في شهر أبريل عام 2016 .
بقية الأعضاء غادروا وكالة كيوب الترفيهية وأنشأوا وكالتهم الخاصة أراوند أس وقاموا بتغيير اسمهم إلى هايلايت في 2017.

## أعضاء
- الاسم الكامل:Beast / Boys of EAst Standing Tall beab
- الاسم البديل: ΔΣ / Boys To Search For Top∀
- تاريخ الترسيم: 16 – 10 – 2009
- أغنية الظهور: Bad Girl
- تاريخ الترسيم في اليابان: 10 – 11- 2010
- اسم المعجبين: بيوتي / b2uty
- لون المعجبين: رمادي غامق

## روابط خارجية
- هايلايت على موقع ميوزك برينز (الإنجليزية)
- هايلايت على موقع ديسكوغز (الإنجليزية)
- الموقع الإلكتروني الرسمي لبيست (بالكورية)